# Kwiryn (głaz)
Kwiryn – pomnik przyrody, prekambryjski (około 1 miliard lat) głaz narzutowy zlokalizowany w gminie Obrzycko, w pobliżu leśniczówki Daniele, przy zlikwidowanej linii kolejowej Oborniki – Wronki (oddział leśny 1044i).
Głaz jest czerwonym granitem skandynawskim o średnioziarnistej strukturze, zbudowanym z kwarcu, ortoklazu i plagioklazu. Posiada zabarwienie brązowo-czerwonawe. Ma białe żyłki (brekcje) kwarcu mlecznego o zróżnicowanej grubości, które rozdzielają czerwony granit. Brekcje mają kilkaset milionów lat. Głaz leży w zagłębieniu, pośród średnioziarnistych, zażelazionych piasków pochodzenia fluwioglacjalnego z domieszką drobnego żwiru i materiału gliniastego. Został przetransportowany w obecne miejsce podczas zlodowacenia północnopolskiego.
Dojście do głazu za znakami ścieżki dydaktycznej „Dębowy las”, która prowadzi od leśniczówki Daniele (parking) do rezerwatu przyrody Świetlista Dąbrowa. Przy dawnej linii kolejowej wyznakowano oznaczoną drogowskazem odnogę ścieżki prowadzącą do głazu.